# 지구돋이

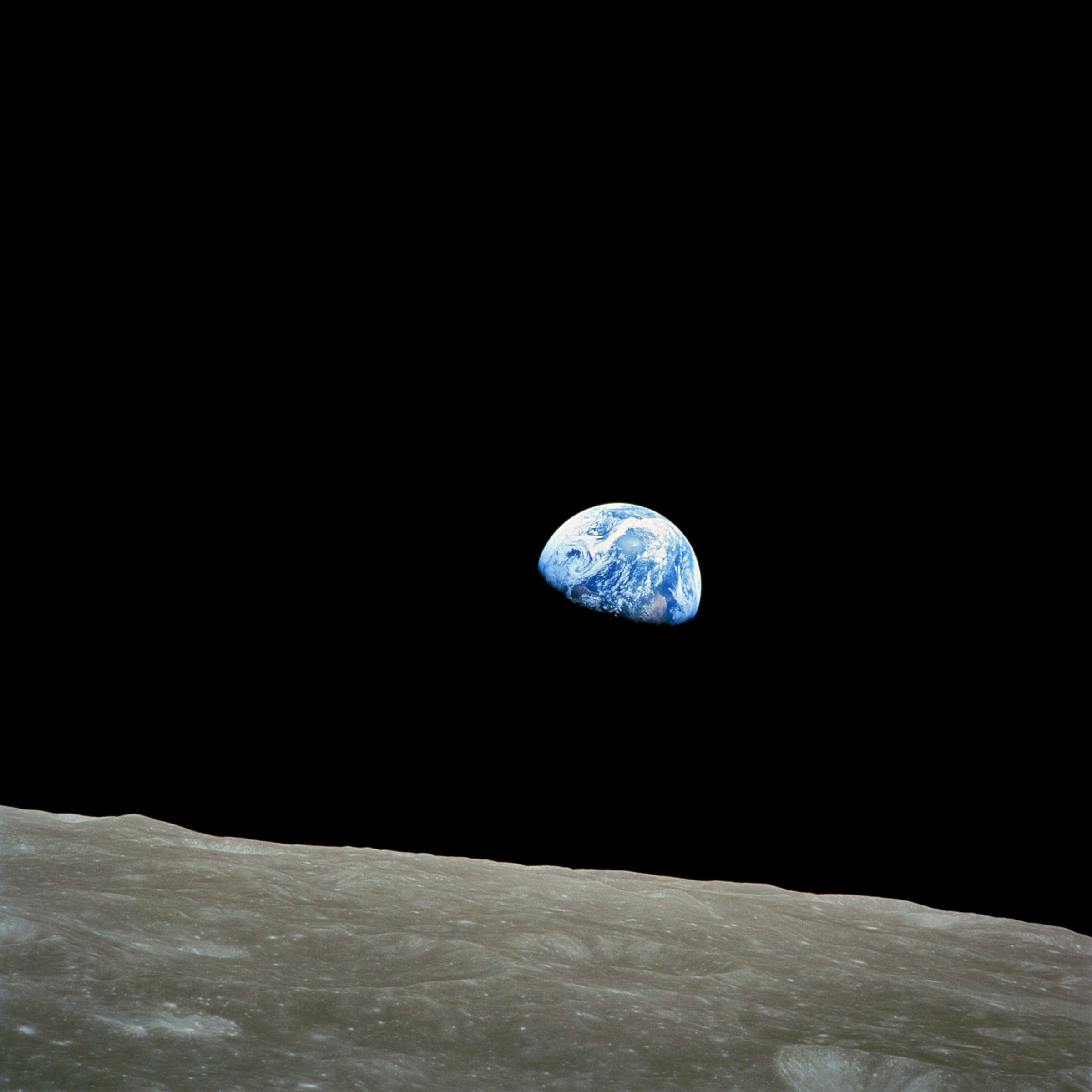
1968년 12월 24일 촬영된 지구돋이의 사진.

지구돋이(Earthrise)는 미국 항공 우주국 사진 AS8-14-2383HR에 붙은 이름으로, 최초의 유인 달 탐사 우주선 아폴로 8호의 비행 중, 우주비행사 윌리엄 앤더스가 찍었다. 촬영시간은 1968년 12월 24일로 아폴로 8호는 달 표면에 착륙하지는 않았다. 저명한 황무지 사진작가 갤런 로웰은 이 사진을 놓고 '이제까지의 사진들 중 가장 영향력 있는 작품이다'라고 평가했다.
달 표면에서 실제로 지구가 떠오르는 것을 보기는 불가능하다. 달은 지구를 향해 한 쪽 면만 바라보고 있기 때문에 지구는 하늘의 한 곳에 박혀서 움직이지 않는다. 이 사진에서 지구는 달이 이지러지는 것과 같은 모습을 하고 있다.
1969년 US 포스탈서비스는 아폴로 8호의 달 탐사 비행을 기념하는 스캇 도감 1371번 우표를 발행했다. 이 우표에는 지구돋이 사진이 실려 있으며, 아폴로 8호가 임무 수행 중 낭독한 창세기의 구절인 '태초에 하나님(하느님)이...'라는 문구가 삽입되어 있다.

## 가구야의 지구돋이
2008년 4월 초 일본의 달 탐사선 가구야가 HDTV 카메라를 이용, 달을 선회하면서 지구가 떠오르는 장면을 동영상과 HD 사진으로 담았다. 해당 사진은 탐사선이 달의 남극 상공을 돌고 있을 때 촬영했으며, 바라보는 지구의 전면에는 태평양과 북아메리카 대륙이 있었다. 일본 우주항공연구개발기구에서는 1968년보다 이번 촬영이 지구돋이의 연속적 순간들을 더 제대로 담았다고 강조했다.

## 같이 보기
- 푸른 구슬
- 창백한 푸른 점
- 가족 사진 (보이저 1호)

## 참고 문헌
1. ↑  APOD: 2005년 12월 24일 - 지구돋이
2. ↑  지구돋이 사진
3. ↑  http://www.nyas.org/publications/sciences/pdf/ts_11_98.pdf 16-18쪽
4. ↑  100 Photographs that Changed the World by Life - The Digital Journalist
5. ↑  popnews-조선일보. “지구돋이~ 달에서 본 '지구가 떠오르는 장면' 화제”. 2009년 6월 8일에 원본 문서에서 보존된 문서. 2008년 5월 15일에 확인함.